# Apple One
Apple One — послуга передплати, яка на своєму найдорожчому рівні об’єднує 2 ТБ сховища iCloud і доступ до Apple Music, Apple TV+, Apple Arcade, Apple Fitness+ та Apple News+ за одну ціну. Пропонуються три рівні: Індивідуальний, Сімейний та Преміальний, з двома нижчими цінами, включаючи TV+, Music, Arcade та сховище iCloud (200 гігабайт для сімейних облікових записів та 50 гігабайт для індивідуальних), але не Fitness+ або News+. Пакети Family і Premier дозволяють використовувати до шести членів сім'ї.
За даними Apple, користувач, який має намір платити за кожну послугу компонентів, що міститься в індивідуальному пакеті, заощаджуватиме приблизно 6 доларів щомісяця (за ціновою політикою послуги для США), замість того, щоб платити за Apple One на індивідуальному рівні, тоді як за тією ж умовою абонент сімейного рівня заощаджуватиме 8 доларів за на місяць, а абонент Premium-рівня — приблизно 25 доларів на місяць.
Вперше було оголошено 15 вересня 2020 року під час події Apple, випуском осені 2020 року.
Плани комплекту послуг розроблялися в Apple роками, як частина зусиль компанії щодо збільшення доходу від послуг та зменшення залежності від продажу обладнання. 
Пакети підписки Apple One призначені для спонукання користувачів до інших служб, на які вони, можливо, не підключали би підписку, таких як Apple TV+, Apple News+ та Apple Arcade.   
Процес роз'єднання зв'язує користувачів далі з екосистемою Apple, стримуючи їх від випробування інших окремих сервісів, які можуть конкурувати з однією з послуг, що входять і вже оплачуються як частина Apple One, наприклад Spotify, до чого майже відразу вимагається антимонопольні регуляторні органи для розслідування об'єднання.
The Verge порівняв це з послугою Amazon Prime де сталося об'єднання Amazon Prime Video та Amazon Music. CNET зазначив, що найбільшою привабливістю послуги є включення послуг iCloud.

## Суперечки
Spotify звинувачує Apple у використанні домінуючої позиції. Це ставить конкурентів у невигідне становище, оскільки споживачам надають перевагу при користуванні послугами Apple. Spotify закликає регулятор конкуренції діяти, оскільки Apple One розглядається як антиконкурентна поведінка, яку слід обмежити. Apple також завдає непоправної шкоди спільноті розробників, заявив Spotify.